# SpaceWire
SpaceWireとは宇宙機用に標準化作業が行われているデータ通信I/F規格。

## 概要
IEEE1355規格を基に策定された。
宇宙での環境に適応するように高い信頼性を有する。
- LVDSを使用したデータストローブ信号（英語版）によるPeer to Peerの高速シリアル接続
- 転送速度が幅広い（2～400Mbps）
- パケットサイズの自由度が高い
- プロトコルが単純(省リソースでの実装、省電力)
- ルータを用いる自由度の高いネットワークの構築が可能
- 冗長系構成が自由なトポロジーによってもたらされる

宇宙航空研究開発機構や欧州宇宙機関等、各国の宇宙機関で採用が進められる。
日本からは宇宙科学研究本部を中心として宇宙航空機器各社が規格策定に参画している。

## 採用例
- イプシロンロケット
- NEXTAR
- ひさき
- ASNARO-1
- みお（MMO）
- あらせ（ERG）